# EXPAL BME 330 AR
EXPAL BME 330 AR – hiszpańska bomba kasetowa wyposażona w spadochron hamujący skonstruowana w latach 80. XX wieku. Przeznaczona do niszczenia pasów startowych. Wewnątrz korpusu bomby przenoszonych jest 28 podpocisków (8 bomb przeciwbetonowych SAP i 20 odłamkowych bomb z opóźnionym zapłonem SNA). Bomba przenoszona jest przez samoloty EAV-8B Harrier II.